# Leptaulax manillae
Leptaulax manillae es una especie de coleóptero de la familia Passalidae.

## Distribución geográfica
Habita en Filipinas y Célebes.